# 奔子栏镇
奔子栏镇（藏語：ཀོང་རྩེད་ར་གྲོང་རྡལ་），是中华人民共和国云南省迪庆藏族自治州德钦县下辖的一个乡镇级行政单位。

## 词源
“奔子栏”为藏语，意为“美丽的沙堤”。“奔”为“美丽”，“子”为“沙”，“栏”为“堤”，因地处金沙江西岸沙坝上，果粮并茂，故名。

## 行政区划
奔子栏镇下辖以下地区：
奔子栏村、书松村、叶日村、夺通村和达日村。

## 气候
奔子栏镇位于横断山脉中的金沙江河谷地带，为植被稀少的干暖河谷，受焚风效应影响，气温较高，降水很少。年均降水量仅303mm，是中国北纬29°以南降水最少的地方。